# Tropiometra
Tropiometra is een geslacht van haarsterren, en het typegeslacht van de familie Tropiometridae.

## Soorten
- Tropiometra afra (Hartlaub, 1890)
- Tropiometra carinata (Lamarck, 1816)
- Tropiometra macrodiscus (Hara, 1895)
- Tropiometra magnifica A.H. Clark, 1936